# Diga del Torrei
La diga del Torrei è uno sbarramento artificiale situato in località Crabosu, nel territorio dei comuni di Tiana e Tonara, provincia di Nuoro. Realizzata sul fiume Torrei per scopi agricoli e idropotabili genera il lago omonimo.
La diga, edificata tra il 1970 e il 1976 su progetto degli ingegneri Sante Serafini e Fabio Cruciani, è del tipo murario a gravità ordinaria. Ha un'altezza di 47 metri, calcolata tra quota coronamento e punto più basso del piano di fondazione, e sviluppa un coronamento di 173 metri a 871 metri s.l.m.
Alla quota di massimo invaso, prevista a m 869,65 s.l.m., il bacino generato dalla diga ha una superficie dello specchio liquido di circa 0,108 km² mentre il suo volume totale è calcolato in 1,20 milioni di m³. La superficie del bacino imbrifero direttamente sotteso risulta pari a 10,50 km².
L'impianto, di proprietà della Regione Sardegna, fa parte del sistema idrico multisettoriale regionale ed è gestito dall'Ente acque della Sardegna.